# Charles Malherbe
Pour les articles homonymes, voir Malherbe.
Charles Théodore Malherbe (21 avril 1853 à Paris - 5 octobre 1911 à Cormeilles (Eure)) est un violoniste, musicologue, compositeur et éditeur de musique français.

## Biographie
Charles Malherbe est bibliothécaire de l'Opéra de Paris.